# Corvera de Asturias
Corvera de Asturias (em asturiano: Corvera) é um concelho (município) da Espanha na província e Principado das Astúrias. Tem 46 km² de área e em 2019 tinha 15 549 habitantes (densidade: 338 hab./km²).
É formado por 7 parroquias (freguesias):
- Tresona
- Les Vegues
- Los Campos
- Villa
- Molleda
- Cancienes
- Solís

## Demografia
| Variação demográfica do município entre 1991 e 2007 | Variação demográfica do município entre 1991 e 2007 | Variação demográfica do município entre 1991 e 2007 | Variação demográfica do município entre 1991 e 2007 |
| --------------------------------------------------- | --------------------------------------------------- | --------------------------------------------------- | --------------------------------------------------- |
| 1991                                                | 1996                                                | 2001                                                | 2007                                                |
| 17167                                               | 16502                                               | 15885                                               | 15723                                               |